# Raimondo di Montfort
Raimondo di Montfort, o anche Ramon, noto anche come Raimondo di o da Tolosa (Tolosa, ... – Barcellona, 19 gennaio 1339), fu un mercedario che si adoperò per la liberazione degli schiavi cristiani nel bacino del Mediterraneo e venne nominato cardinale-presbitero.
È venerato dalla Chiesa cattolica come beato e la sua memoria viene celebrata l'8 maggio.

## Biografia
Conte di Montfort, discendente di Simone IV di Montfort, entrò nell'Ordine mercedario. Si recò più volte in Africa settentrionale per liberare schiavi cristiani, riuscendo inoltre a convertire molte persone del luogo.
Papa Benedetto XII lo nominò cardinale-presbitero di Santo Stefano al Monte Celio con il concistoro del 18 dicembre 1338, tuttavia la notizia della nomina lo raggiunse a Barcellona, città ove risiedeva, dopo che era già deceduto.